# Грейс Хопър
Грейс Хопър (на английски: Grace Hopper, с моминско име на английски: Grace Brewster Murray – Грейс Брюстър Мъри; 9 декември 1906 – 1 януари 1992) е американска военнослужеща, контраадмирал, програмистка, създала програмното осигуряване за компютъра Марк I и разработила първия компилатор за програмен език.

## Биография
Родена е през 1906 г. в Ню Йорк в семейство на застрахователен агент. През 1928 г. завършва физико-математическия отдел на колежа Васар и получава почетна диплома от академичното дружество Фи Бета Капа (Phi Beta Kappa). През 1930 г. се омъжва за Винсънт Хопър (бракът им трае до 1945 г.). Получава докторска степен по математика от Университета в Йейл и става професор по математика във Васар.
По време на Втората световна война завършва офицерска школа и постъпва на служба в Корабното бюро (на английски: Bureau of Ships) в Харвардския университет. Член на екипа програмисти на компютъра Mark I. През 1947 г. нейни колеги открили буболечка (на английски: bug) в едно от релетата, която пречела на правилната работа на компютъра. Грейс Хопър нарекла операцията по отстраняване „дебъгване“ (на английски: debugging, обезбуболечаване).
В периода 1951 – 1952 разработва програма, смятана за първия компилатор в историята, която преобразува символите А-0 в машинен код за компютъра UNIVAC.
През 1959 Хопър играе важна роля в разработката на нов език за програмиране – COBOL.